# Clube Carnavalesco Inocentes em Progresso
Clube Carnavalesco Inocentes em Progresso é o quarto álbum de estúdio da cantora brasileira Ivete Sangalo. A gravadora Universal Music o lançou no dia 26 de agosto de 2003. As gravações do disco ocorreram entre os meses de abril a junho de 2003, nos estúdios Ilha dos Sapos em Salvador, Bahia e AR e Monoaural no Rio de Janeiro. Para o projeto, além de Alexandre Lins, seu produtor de longa data, Sangalo recrutou Davi Moraes, seu marido na época, para a produção de uma faixa presente na obra. As primeiras concepções do projeto começaram após o fim da promoção de seu terceiro álbum de estúdio, Festa (2001), quando Sangalo começou a desenvolver material para a obra no quintal de sua casa com seus músicos, no qual a cantora sentiu-se à vontade para experimentar a sonoridade de novos instrumentos musicais.
Clube Carnavalesco Inocentes em Progresso, cujo título fora inspirado pelo primeiro bloco carnavalesco fundado na cidade de Salvador no ano de 1900, mostra Sangalo continuando a experimentar a inserção de novos ritmos na composição de suas canções, incluindo outros gêneros que ela até então nunca havia explorado, como o reggae, salsa, samba-rock e R&B, além de continuar a inserção do funk, já presente anteriormente em seu catálogo. O álbum conta com regravações nas faixas "Retratos e Canções", de Sandra de Sá, e "Você e Eu, Eu e Você", de Tim Maia, bem como "Natural Collie", de Freddie McGregor, integralmente cantada em inglês, com participação do músico Jorge Mautner.
Clube Carnavalesco Inocentes em Progresso foi geralmente bem recebido pelos críticos especializados em música contemporânea, com muitos revisores tecendo elogios a ampla influência de gêneros em sua musicalidade e a produção do projeto. Comercialmente, o álbum mostrou-se um sucesso mediano recebendo certificação de ouro pela Pro-Música Brasil (PMB), pelas mais de cem mil unidades comercializadas do produto, além de ser indicado ao Grammy Latino na categoria "Melhor Álbum de Pop Contemporâneo Brasileiro" em 2004, mas perdeu para Carlinhos Brown com o álbum Carlinhos Brown é Carlito Marrón.
Três canções do álbum tornaram-se singles e foram lançados promover a obra: o primeiro, "Somente Eu e Você" foi incluída na trilha sonora de Kubanacan, (novela das sete exibida pela Rede Globo). O segundo, "Sorte Grande", muito conhecida pelo apelido "Poeira" (verso principal do refrão), tornou-se um enorme sucesso comercial, sendo posteriormente certificado com platina pela Pro-Música Brasil (PMB), após a comercialização digital superior a cem mil cópias. "Você e Eu, Eu e Você" foi lançado como terceira música de trabalho da obra, recebendo menor promoção devido ao sucesso do single anterior. A promoção do álbum ainda contou com a presença de Sangalo em diversos veículos de comunicação, além de embarcar na Turnê Píer Bahia em 2003.

## Antecedentes
Em 2001, Sangalo lançou seu terceiro álbum de estúdio, Festa (2001), que tornou um grande sucesso comercial, vendendo mais de 500 mil cópias em todo o Brasil, recebendo duas certificações de platina pela Pro-Música Brasil (PMB). A canção-título, "Festa" foi lançada como primeiro single e se tornou bastante popular durante o pentacampeonato da Seleção Brasileira de Futebol, na Copa do Mundo FIFA de 2002. Em seguida, Sangalo lançou uma coletânea de baladas, intitulado Se Eu Não Te Amasse Tanto Assim, que continha canções românticas gravadas em seus discos anteriores e duetos gravados com artistas como Jorge Ben Jor, Jorge Aragão e o grupo Roupa Nova.
Antes de entrar no estúdio para gravar material para seu novo disco, Sangalo recebeu um convite da MTV para gravar um álbum ao vivo para a série MTV Ao Vivo, mas recusou; "Cheguei à conclusão de que deveria esperar mais um pouco. A Banda Eva já tinha um disco ao vivo, e eu acho que ainda preciso construir uma carreira consistente para formar um repertório que tenha uma história e justifique um disco ao vivo. Mas ainda tenho grandes planos com a MTV pela frente", declarou a intérprete.

## Produção e gravação
"O resultado foi sendo maturado bem à baiana: chamava a galera para bater um feijão lá em casa e depois reunia todo mundo na varanda para ensaiar. Nunca tive tanto tempo parada em prol de um projeto e acho que isso faz mesmo a diferença. Conseguimos extrair todas as possibilidades das músicas selecionadas. Foi Festa que abriu minha visão, me fez enxergar novos elementos para usar com a música baiana".

Sangalo explicando o processo de desenvovlimento do álbum.
A produção e concepção de Clube Carnavalesco Inocentes em Progresso ocorrereu entre abril e junho de 2003, durante os almoços realizados na casa de Sangalo, onde ela e os musicos de sua banda se reuniram e começaram a escrever novas canções; "Tive a tranqüilidade [sic] de pôr a banda pra ensaiar no quintal da minha casa; criamos muita coisa na varanda, várias levadas de percussão que eu nunca tinha ouvido. Quisemos trabalhar mais os timbres também. Foi uma autofagia, ficávamos horas tocando". Depois de finalizadas, as canções eram levadas para os estúdios Ilha dos Sapos em Salvador e AR e Monoaural no Rio de Janeiro, para serem produzidas e gravadas. A produção do projeto é assinada por Alexandre Lins, seu produtor de longa data, no entanto, Sangalo também recrutou Davi Moraes, seu então marido na época, para a produção de uma faixa presentes na obra, além de participar da instrumentação das canções do disco, tocando guitarra em todas as faixas e da composição de uma música. A cantora também atuou na instrumentação, tocando surdo e colocou sua voz no mesmo nível da banda em alguns momentos para "dar sensação de clube". Para a intépreprete, Moraes "mistura técnica, criatividade e originalidade. Tem um som próprio, assim como os outros músicos da banda." A influência para compor, segundo ela, veio do pai do marido, o músico Moraes Moreira; "Para todo baiano que gosta de música, Moraes é uma escola inesgotável. Agora estou me arriscando mais como compositora e ele foi fundamental para isso".
Para o álbum, a cantora regravou quatro canções, Uma delas foi a faixa "Retratos E Canções" de Sandra de Sá. Em entrevista, Sangalo disse que a ideia de gravar a música partiu de Michael Sullivan, que pediu a Marlene Mattos, amiga em comum entre eles, que dissesse à cantora que queria a participação dela em um disco seu, em que regravaria seus sucessos. Sangalo comentou, "Falei: 'claro que quero'. Conversando com Marlene, sugeri "Retratos E Canções". Pedi para ele me mandar a música que eu faria os arranjos, depois devolveria e ele só colocaria a voz. Só que, quando ouvi o resultado, falei que não ia devolver mais. Ele cedeu e nós demos muitas risadas". Outra regravação foi de "Moonglow", inspirada pela versão de Rod Stewart, que também havia regravado a canção. Segundo a cantora, Mariozinho Rocha, responsável pelas trilhas sonoras das novelas da Rede Globo, pediu uma música para uma novela, e ela selecionou "Moonglow". Sangalo também escolheu gravar a canção "Natural Collie". Ela disse a Moraes: "‘que mantra, vou gravar em inglês’, porque gostei do modo como ouvi. Decidimos acrescentar o violino, e aí pensamos logo no [Jorge] Mautner. Somos amigos, ele é um músico muito sensível, trouxe uma energia boa, entendeu o disco. Ele fez um take só e ficou. Foi um momento especial". De acordo com o compositor de "Sorte Grande", Lourenço Olegário dos Santos Filho, a música demorou quatro anos para encontrar um artista disposto a gravá-la. Lourenço a compôs em 1999 e ofereceu a canção ao grupo de pagode Molejo, que a recusou. No ano seguinte, apresentou a composição ao grupo As Meninas, e a ex-banda de Carla Cristina também não se empolgou em gravá-la. Somente em junho de 2003, num estúdio no Rio, o compositor Lourenço foi apresentado a Alexandre Lins, produtor de Sangalo; "Eu disse que tinha um presente para Ivete. Uma semana depois ele me telefonou dizendo que ela tinha ficado doida e que gravaria a música já para o próximo disco," conta o compositor.
Intitulado Clube Carnavalesco Inocentes em Progresso, seu quarto álbum de estúdio leva o nome do primeiro bloco carnavalesco fundado em Salvador no ano de 1900. A capa para o álbum apresenta a intéprete sorrindo rodeada de flores enquanto seu cabelo aparece preso, ela usa uma blusa com listras cor de rosa.

## Composição
"A música negra latina, americana e baiana é muito latente na minha vida, assim como a influência da música cubana. Tem a ver com o lugar de onde eu venho".

Sangalo falando sobre as influências sonoras impressas na obra.
Clube Carnavalesco Inocentes em Progresso, mostra Sangalo continuando a experimentar a inserção de novos ritmos na composição de suas canções, incluindo outros gêneros que ela até então nunca havia explorado, como o salsa, rumba e mambo; o samba-rock, o soul, reggae, além de continuar a inserção do funk, já presente anteriormente em seu catálogo. Sangalo expressou como surgiu a ideia de imprimir diversos gêneros na obra: "Fui dar uma olhada na minha discoteca e vi que tinha um pouco de tudo em casa. As influências vieram naturalmente, não foi nada intencional".
A primeira canção na lista de faixas do álbum é "Brasileiro", um funk escrito por Conceição, Duller e Alcântara, que traz a guitarra de Moraes, imprimindo um ritmo dançante a música, cuja letra exalta a vida eclética do brasileiro, que gosta de cerveja, carnaval e futebol, vai à missa e ao candomblé e não deixa de comemorar apesar das dificuldades. A obra foi comparada à canção "Festa". "Ritmo Gostoso" foi escrita por Tavares e Babilônia, começa com efeitos eletrônicos e influências de funk, seguidos pela forte percussão, com destaque ainda para os metais. Na qual Sangalo canta, "Essa gente tem axé / Essa gente tem astral". A canção foi descrita como "uma típica axé music, sem sentido pejorativo." A terceira faixa, "Sorte Grande", escrita por Lourenço, é um axé altamente dançante, levada pela guitarra de Moraes, e com um refrão em que repete constantemente a palavra "poeira". A canção também faz usos de efeitos eletrônicos, e apresenta influências do samba-reggae. O quarto número, "Verdadeiro Carnaval", escrito por Davi Moraes, Pedro Baby, Quito Ribeiro, Betão Aguiar e Ciça Morais, traz Sangalo usando uma voz mais doce, suave, como se cantasse uma balada. A música foi considerada "um samba-rock e comparada a trabalhos de Jorge Ben Jor e, mais ainda, Bebeto". A canção recebeu críticas extremamente positivas, sendo considerada a melhor faixa do álbum.
"Só pra Me Ver" foi escrita somente por Sangalo, e nela começa a ficar evidente a presença da música latina no álbum. É uma salsa, com a típica introdução de teclados e percussão, além da forte presença de metais em seu decorrer. "Pan-Americana", escrita por Betão Aguiar, Ari Moraes e Fefê Gurman, segue o clima, mas partindo mais para o frevo e apresenta Sangalo cantando as linhas "Pan-americana bailando a baiana ma / Ki ki kirikiri ki ki, quem não quer / Viva São João". A canção foi comparada ao carnaval de Recife, Moraes Moreira e o grupo A Cor do Som. A canção seguinte, "Faz Tempo" foi escrita por Gigi e Fabinho O'Brian, é a primeira balada do álbum, mas com uma levada pop rock. Instrumentada por breques de teclados e bateria de trio-elétrico, o número recebeu comparações com com canções gravadas por Marisa Monte, como "Não Vá Embora" e "Não é Fácil". A primeira regravação do disco, "Retratos e Canções" foi composta por Michael Sullivan e Paulo Massadas, e obteve grande êxito quando gravada por Sandra de Sá, nos anos 80. Na versão de Sangalo, a música ganhou uma levada mais próxima do R&B, com uso de guitarra, baixo, piano e bateria eletrônica. No soul, escrito por Gigi e Rudnei Monteiro, "Devagar E Sempre", Sangalo foge do universo do axé, já na faixa seguinte, "Vai Dar Certo", de autoria de Peu Meurrahuy e Leonardo Reis, é descrito como um sambão moderninho, que remete à milhares de bandas que surgiram na Bahia fazendo a mesma música, segundo um crítico. A décima primeira canção do álbum é "Azul da Moda". Composta por Sangalo em parceria com Ari Morais, o número foi descrito como uma mistura afrodisíaca de Timbalada, Olodum e Margareth Menezes. A canção seguinte é uma regravação do sucesso de Tim Maia, "Você e Eu, Eu e Você (Juntinhos)", a obra usa o eletrônico como base. "Natural Collie" foi tida como um dos momentos mais surpreendentes do disco. Nela, Sangalo foge da música dançante para gravar um reggae lento e em inglês. A obra contém as linhas "Been down in the valley / Smoking natural collie / Getting inspiration / Spreading it through the nation" e é intrumentada por um violino tocado por Jorge Mautner. Para encerrar o álbum, a intéprete regrava "Moonglow", um standard do jazz. A versão, intitulada "Somente Eu e Você", é uma balada feita por Dudu Falcão exclusivamente para Sangalo e recebeu comparações com às canções antigas da intérpete, "Se Eu Não Te Amasse Tanto Assim" e "A Lua Q Eu Te Dei".

## Crítica profissional
| Críticas profissionais | Críticas profissionais |
| Avaliações da crítica  | Avaliações da crítica  |
| Fonte                  | Avaliação              |
| ---------------------- | ---------------------- |
| Carnasite              | [ 11 ]                 |
| ISTOÉ Gente            | [ 12 ]                 |
| Universo Musical       | (positivo)             |
| Época                  | (positivo)             |

Clube Carnavalesco Inocentes em Progresso foi geralmente bem recebido pelos críticos especializados em música contemporânea. Escrevendo para o ISTOÉ Gente, Mauro Ferreira deu ao álbum duas estrelas de um total de quatro, dizendo que "apesar de bobagens como a regravação de 'Retratos e Canções', o CD é o mais uniforme de Ivete." Ferreira também avaliou que a canção "Brasileiro" é "uma vã tentativa de reeditar o sucesso de 'Festa'." Luís Antônio Giron da revista Época, o considerou o melhor e mais despretensioso trabalho da cantora, escrevendo que com ele, Sangalo parecia ter descoberto seu estilo ao apresentar uma "voz rítmica, apropriada a som dançante, com poucos mergulhos nas inevitáveis canções lentas, para as quais não foi talhada". Em uma revisão negativa Érick Melo do portal Carnasite, não aprovou o excesso de ritmos no álbum, escrevendo que ou Sangalo "volta a dar valor para seu fiel e verdadeiros fãs, ou logo, logo começará a perder o espaço cativo no coração desse pessoal. Pois um CDzinho como este pode ser bom para o mundinho pop, mas para galera do axé é totalmente descartável".
A crítica do site Universo Musical foi extremamente positiva em sua avaliação, destacando as canções "Verdadeiro Carnaval", "Faz Tempo" e a regravação de "Você e Eu, Eu e Você" como as melhores canções presentes no álbum, e analisando que "[...] Depois de ouvir Clube..., dá pra entender porque a cantora recusou o convite da MTV para um disco ao vivo. Ela realmente ainda tinha coisas boas para mostrar antes de participar do projeto", acrescentando que "Sangalo continua cumprindo seu papel, de usar a música como entretenimento, mas sem esquecer da qualidade artística." O jornal Estadão, expressou que apesar do "disco não ter uma faixa de apelo forte como 'Festa', mas os bons recursos da cantora sobressaem." Na crítica, também foram destacadas as faixas "Retratos e Canções" e "Natural Collie" como as que mais chamam a atenção no álbum. Em 2004, Clube Carnavalesco Inocentes em Progresso tornou-se a quarta indicação consecutiva de Sangalo ao Grammy Latino na categoria "Melhor Álbum de Pop Contemporâneo Brasileiro", mas mais uma vez perdeu, dessa vez para Carlinhos Brown com seu álbum Carlinhos Brown é Carlito Marrón.

## Singles
O primeiro lançamento de Clube Carnavalesco Inocentes em Progresso foi a canção "Somente Eu e Você" em 4 de maio de 2003. A faixa foi incluída na trilha sonora da novela Kubanacan como tema do casal principal, Marisol (Danielle Winits) e Esteban (Marcos Pasquim). Sangalo fez um show no lançamento da novela, cantando vários sucessos, incluindo "Somente Eu e Você". Nos dias seguintes, a canção foi lançada nas estações de rádio, e incluída na trilha sonora nacional da novela, lançada no dia 2 de julho do mesmo ano. A canção atingiu um sucesso moderado, porém não posicionou-se entre as dez mais executadas das rádios brasileiras.
No dia 8 de agosto de 2003 foi lançado o segundo single oficial do projeto, "Sorte Grande". A canção ficou mais conhecida pelo apelido de "Poeira", devido a repetição excessiva da palavra durante o refrão, sendo adotado esse título como "oficial" por algumas estações de rádio. No mesmo dia do lançamento, a canção estabeleceu um recorde, sendo executada 310 vezes em apenas doze horas, segundo a Crowley Broadcast Analysis. A obra também se tornou o hino dos brasileiros durante o Jogos Olímpicos de Atenas em 2004. Posteriormente, o número recebeu uma certificação de platina pela Pro-Música Brasil (PMB), após a comercialização legal de cem mil downloads digitais.
Escolhida para dar continuidade à divulgação do álbum, "Você e Eu, Eu e Você", recebeu menor aceitação, devido ao sucesso do single anterior. Numa tentativa de impulsionar seu lançamento, Sangalo a interpretou ao vivo durante a edição de 2003 do Criança Esperança.

### Outras canções
"Azul da Moda" foi incluída no álbum Axé Bahia 2004, coletânea conhecida por compilar os futuros sucessos do carnaval. Após o ciclo do álbum Clube Carnavalesco Inocentes em Progresso, a canção "Faz Tempo" foi lançada como single do trabalho posterior, MTV Ao Vivo, e se tornou um sucesso. No mesmo DVD, Sangalo cantou "Pan-Americana" em parceria com Daniela Mercury e "Só Pra Me Ver", todas presentes em Clube Carnavalesco Inocentes em Progresso.

## Promoção

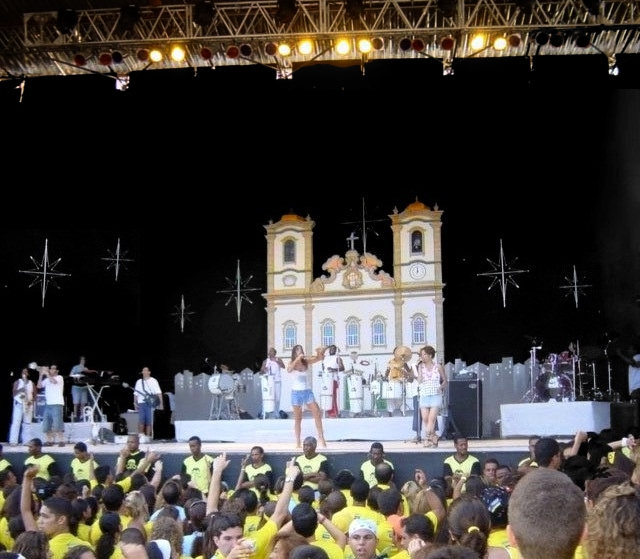
Sangalo se apresentando ao vivo na Turnê Píer Bahia, em 2003, que trazia uma réplica da Igreja de Nosso Senhor do Bonfim como cenário.

Para divulgar Clube Carnavalesco Inocentes em Progresso, Sangalo esteve presente em diversos veículos de comunicação. O lançamento do álbum se deu no Domingão do Faustão, onde cantou os singles "Sorte Grande", além dos sucessos anteriores, "Se Eu Não Te Amasse Tanto Assim", "Pererê", "Canibal" e trechos de músicas de Stevie Wonder, Djavan e Alceu Valença. A cantora deu uma extensa entrevista para Serginho Groisman em seu programa, Altas Horas, além de cantar o single "Sorte Grande" e antigos sucessos de seu catálogo, como "Festa" e "A Lua Que Eu Te Dei". Em 9 de agosto de 2003, Sangalo cantou "Você e Eu, Eu e Você (Juntinhos)" no Criança Esperança, Em 30 do mesmo mês, esteve presente no Caldeirão do Huck, onde cantou "Sorte Grande". Durante sua participação no Programa do Jô em setembro de 2003, a cantora concedeu uma entrevista ao apresentador Jô Soares, seguindo da performance das canções, "Sorte Grande" e "Festa". Em 5 de outubro, esteve presente no Teleton do SBT, cantado "Sorte Grande" e "Azul da Moda". A cantora também foi sabatinada no Sem Censura da TVE RJ, onde falou sobre lançamento do álbum.

### Turnê
Sangalo embarcou em uma grande turnê em apoio a Clube Carnavalesco Inocentes em Progresso, chamada Turnê Píer Bahia, o nome da digressão é uma homenagem à casa de espetáculos inaugurada pela artista em Salvador, a primeira apresentação ocorreu no dia 24 de maio de 2003 em Fortaleza, no Ceará. Sangalo levou ao palco uma réplica da Igreja de Nosso Senhor do Bonfim e todo o show acontecia como se fosse na escadaria desta. A lista de faixas da turnê contava com a presença de músicas antigas, muitas das quais, foram gravadas por ela na época em que integrava a Banda Eva, e somente a canção "Sorte Grande", do álbum divulgado, estava presente. Após a preparação para gravar seu disco ao vivo, Sangalo passou a interpretar outras canções de Clube Carnavalesco Inocentes em Progresso, entre elas, "Faz Tempo", "Só Pra Me Ver" e "Pan-Americana", gravando-as também para o seu primeiro álbum ao vivo, MTV ao Vivo de 2004.

## Créditos e pessoal
Os créditos seguintes foram adaptados do portal Allmusic.

### Produção
- Ivete Sangalo – composição, coro, vocais, artista principal, surdo virado
- Alexandre Lins – produção
- Davi Moraes – composição, produção, arranjo, bacurinhas, baixo, bateria, coro, direção, programação de bateria, guitarra, teclados, viola
- Max Pierre – direção de arte
- Alves Pinto – coordenação gráfica
- Geysa Adnet – coordenação gráfica
- Lourenço – composição
- Gigi – composição
- Tim Maia – composição
- Freddie McGregor – composição
- Peu Meurrahy – composição
- Michael Sullivan – composição
- Alain Tavares – composição
- Paulo Massadas – composição
- Leonardo Reis – composição, campainha, timbales
- Marcelo Sabóia – mixagem
- Pedro Baby – composição
- Ricardo Moreira – gestão
- Luizão Maia – assistência de estúdio

### Músicos
- Jose Alves – violino
- Rick Amado – violino
- Paul Prates Barbato – violino
- Andreas Becker	Baritonos – saxofone
- Bernardo Bessler – violino
- Marie Christine S. Bessler – viola
- Michel Bessler – violino
- Marcelo Brasil – bacurinhas, bateria, congas, darbuka, ganza, pandeiro, surdo, surdo virado, tarola, timbales, timbaus
- Paulinho Caldas – coro
- Leila Carvalho – coro
- Cesinha – bateria
- Ramón Cruz – coro
- Joao Daltro – violino
- Jairo Diniz – viola
- Du – afoxé, arranjo, bongô, congas, agitador, surdo, surdo virado, timbales, timbaus
- Didi Gomes – baixo
- Carlos Eduardo Hack – violino
- Walter Hack – violino
- Jorge Helder – baixo
- Letieres Leite – arranjo, saxofone
- Marcio Eymard Malard – violoncelo
- Marcelo Martins – saxofone
- Jorge Mautner – violino, composição
- Joatan Nascimento – trompete
- Jesuina Noronha Passaroto – viola
- Marco Pereira – viola
- Paschoal Perrota – violino
- Jorge Ranevsky – violoncelo
- Marcello Isdebski Salles – violoncelo
- Guiga Scott – coro, trombeta
- Rowney Scott – saxofone

## Alinhamento de faixas
| N.º            | Título                                                 | Compositor(es)                                                | Produtor(es)   | Duração |  |
| 1.             | "Brasileiro"                                           | Augusto Conceição Duller Fábio Alcântara                      | Alexandre Lins | 3:55    |  |
| 2.             | "Ritmo Gostoso"                                        | Alain Tavares Gilson Babilônia                                | Lins           | 3:29    |  |
| 3.             | "Sorte Grande"                                         | Lourenço                                                      | Lins           | 3:48    |  |
| 4.             | "Verdadeiro Carnaval"                                  | Davi Moraes Quito Ribeiro Pedro Baby Betão Aguiar Ciça Morais | Lins           | 3:28    |  |
| 5.             | "Só Pra Me Ver"                                        | Ivete Sangalo                                                 | Lins           | 3:48    |  |
| 6.             | "Pan-Americana"                                        | Aguiar Ari Morais Fefé Gurman                                 | Lins           | 3:21    |  |
| 7.             | "Faz Tempo"                                            | Gigi Fabinho O'Brian                                          | Lins           | 4:26    |  |
| 8.             | "Retratos e Canções"                                   | Michael Sullivan Paulo Massadas                               | Lins           | 3:45    |  |
| 9.             | "Devagar e Sempre"                                     | Gigi Rudnei Monteiro                                          | Lins           | 3:19    |  |
| 10.            | "Vai Dar Certo"                                        | Peu Meurrahuy Leonardo Reis                                   | Lins           | 3:50    |  |
| 11.            | "Azul da Moda"                                         | Sangalo Antonio Morais                                        | Lins           | 3:19    |  |
| 12.            | "Você e Eu, Eu e Você"                                 | Tim Maia                                                      | Moraes         | 3:59    |  |
| 13.            | "Natural Collie" (com a participação de Jorge Mautner) | Freddie McGregor Smith                                        | Lins           | 4:23    |  |
| 14.            | "Somente Eu e Você"                                    | W. Hudson E. Delange I. Mills versão: Dudu Falcão             | Lins           | 3:12    |  |
| Duração total: | Duração total:                                         | Duração total:                                                | Duração total: | 52:13   |  |

## Recepção comercial
Clube Carnavalesco Inocentes Em Progresso teve uma boa recepção comercial quando lançado. Na semana do dia 4 de fevereiro de 2004, obteve a 16.ª posição como pico na parada Sucesso, que compilava os álbuns mais vendidos do Brasil. A Pro-Música Brasil (ABPD) certificou a obra com ouro, significando que sua comercialização já havia excedido 100 mil exempláres em território brasileiro. Até o final de 2003, 200 mil cópias do produto já haviam sido adquiras.
| País — Tabela musical (2004) | Posição de pico |
| ---------------------------- | --------------- |
| Brasil (Sucesso)             | 16              |

| Região                                              | Certificação | Vendas  |
| --------------------------------------------------- | ------------ | ------- |
| Brasil (Pro-Música Brasil)                          | Ouro         | 200,000 |
| *números de vendas baseados somente na certificação |              |         |

## Histórico de lançamento
| País     | Data                    | Formato(s)       | Gravadora | Referência(s) |
| -------- | ----------------------- | ---------------- | --------- | ------------- |
| Brasil   | 26 de agosto de 2003    | CD               | Universal | [ 38 ]        |
| Brasil   | 18 de novembro de 2003  | Download digital | Universal | [ 39 ]        |
| Espanha  | 28 de fevereiro de 2005 | CD               | Universal | [ 40 ]        |
| Portugal | 28 de fevereiro de 2005 | CD               | Universal | [ 40 ]        |